# Månberget
Månberget är en kulle i Finland. Den ligger i Åbo stad och landskapet Egentliga Finland, i den södra delen av landet, 150 km väster om huvudstaden Helsingfors. Toppen på Månberget är 36 meter över havet.
Terrängen runt Månberget är platt. Runt Månberget är det tätbefolkat, med 570 invånare per kvadratkilometer. Runt Månberget är det i huvudsak tätbebyggt.